# 東京ディズニーシー アクアスフィア・テーマミュージック
『東京ディズニーシー アクアスフィア・テーマミュージック』（Tokyo DisneySea Aquasphere Theme Music）は、東京ディズニーシーのディズニーシー・プラザで流されているBGMを収録したCDである。

## 概要
朝〜昼と夜では音楽が異なり、昼はオーケストラを用いた明るく壮大な曲で、夜はシンセサイザーによる落ち着いた雰囲気の曲になっている。作曲は『ジャングル大帝』やNHK大河ドラマの音楽などを手がける冨田勲。昼のオーケストラはロンドン・フィルハーモニー管弦楽団が、夜のシンセサイザーは冨田勲本人が演奏している。

## 技術
昼の音楽では、3方向からそれぞれ独立した音楽が聞こえる三面立体音響という技術を使っている。演奏はロンドン・フィルハーモニー管弦楽団が3回に分けて演奏した。

## 経緯
冨田の希望では、3つのオーケストラ楽団を同時に演奏させるつもりだったが、それに適したスタジオが見つからず断念し、全て一つのオーケストラ楽団で演奏することになった。メトロノームの音だけが頼りで、相手のオーケストラの音を聞かずに演奏されたため、わずかではあるが お互いの演奏のズレが生じてしまった所がある。
また、当初はこのオーケストラの指揮をディズニーランドにあるアトラクション「イッツ・ア・スモールワールド」でおなじみの『小さな世界』を作曲したことで有名なシャーマン兄弟が担当するはずだったが、様々な事情により録音が8ヶ月も延期され、スケジュールが合わなくなってしまい断念することになった。

## トラック
1. アクアスフィア・プラザ〜デイ　Aquasphere Plaza~Day
2. アクアスフィア・プラザ〜ナイト　Aquasphere Plaza~Night